# …för dom som kommer sen
Hoola Bandoola Live: …för dom som kommer sen är ett livealbum av det svenska proggbandet Hoola Bandoola Band, utgivet  1999. Skivan är inspelad i Landskrona, Malmö och Göteborg sommaren/hösten 1996, under bandets återföreningsturné detta år. Den producerades av Hoola Bandoola Band och Bosse Kristiansson.

## Låtlista
1. "Herkules" - 4:41
2. "Vem kan man lita på?" - 4:10
3. "Keops pyramid" - 7:50
4. "Garanterad individuell" - 2:40
5. "Bläckfisken" - 4:51
6. "Victor Jara" - 4:59
7. "Juanita" - 5:16
8. "Ingenting förändras av sig själv" - 3:52
9. "Huddinge, Huddinge" - 4:59
10. "Andersson & Co" - 4:40
11. "Rocksamba" - 4:33
12. "En kungens man" - 4:43
13. "Burrhuv'et" - 4:52
14. "När man jämför" - 6:32
15. "Jakten på Dalai Lama" - 6:03